# Jelcz M121MB
Jelcz M121MB (od 2006 roku zwany również Jelcz Mastero) – niskowejściowy autobus miejski produkowany w latach 1995-2007 przez firmę Jelcz w Jelczu-Laskowicach.

## Historia modelu
Model ten stanowi odmianę autobusów rodziny M121x wyposażoną w silnik Mercedes-Benz OM447hLA o mocy 250 KM, współpracujący z 3-biegową skrzynią automatyczną Voith D851.3 oraz 4-biegową skrzynią ZF 4HP500 i 5-biegową skrzynią ZF 5HP500 Produkcję tego modelu rozpoczęto w 1995 roku. Zastosowano oś przednią Jelcz 65N oraz tylną Jelcz MT 1032.A.
Pierwsza modernizacja tego pojazdu nastąpiła parę miesięcy od wprowadzenia do produkcji (1996). Zastosowano nową ścianę tylną wykonaną z tworzywa sztucznego oraz aluminiowe drzwi wejściowe z wklejaną szybą.

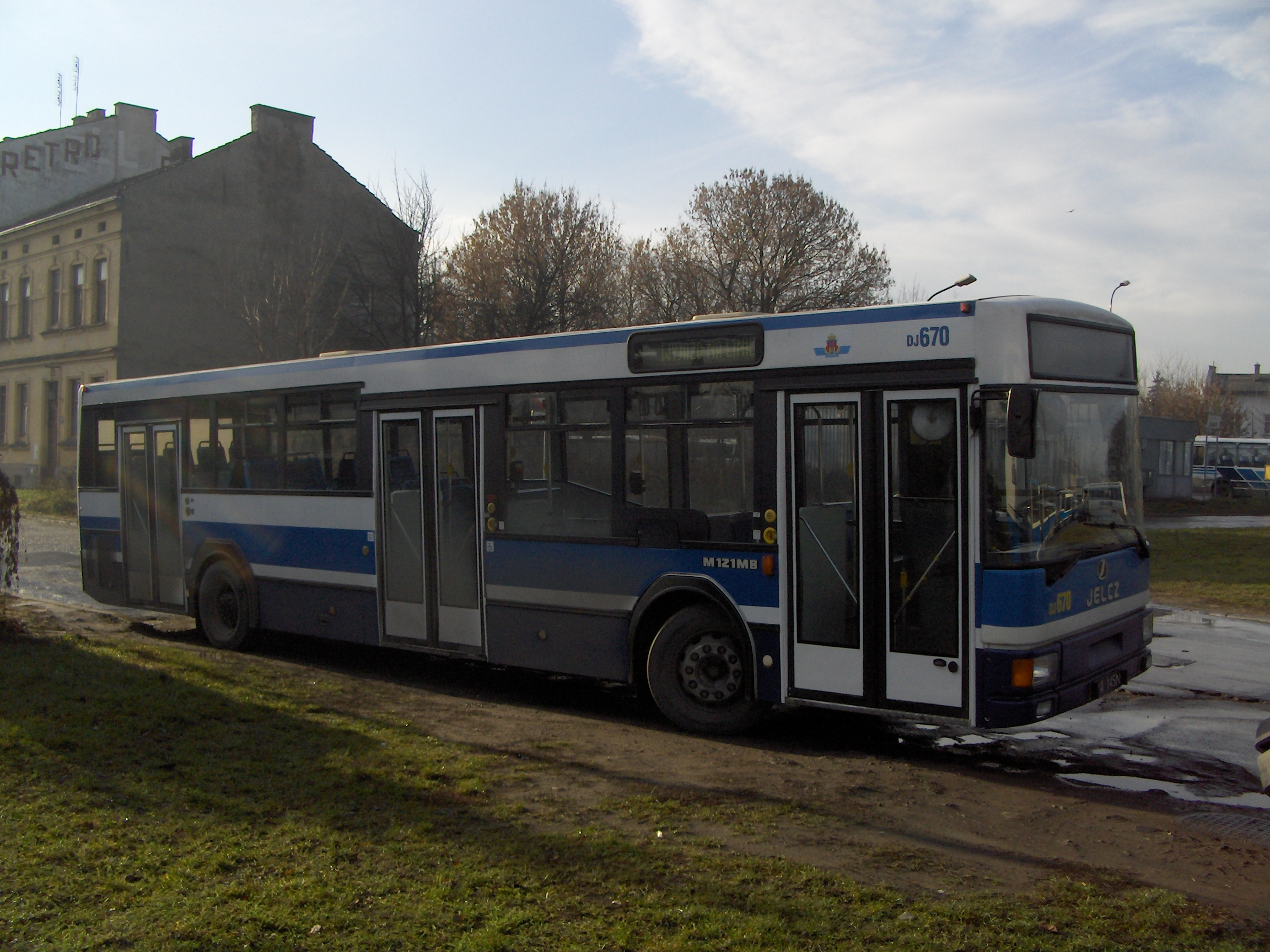
Jelcz M121MB z 2000 roku w Krakowie

Jeszcze w tym samym roku nastąpiła kolejna modernizacja, kiedy zastosowano: nową ścianę przednią z dużą panoramiczną szybą (zniknął berlietowski przód), zlikwidowano podesty w przedniej części pojazdu, przeniesiono zbiornik paliwa na prawe przednie nadkole oraz obniżono linię okien bocznych przed drugimi drzwiami (na lewej ścianie pojawiło się charakterystyczne załamanie).
Na kolejną poważną modernizację pojazdu trzeba było czekać do 2005 roku, kiedy to zmieniono przednią oraz tylną ścianę (przejęta z modelu Jelcz M101I), zastosowano silnik MB OM457hLA spełniający normę czystości spalin Euro-3 i zastosowano też 4-biegową skrzynię Voith D854.3E oraz dokonano korekt wnętrza. Tak zmieniony autobus uzyskał nazwę Jelcz M121MB3.
W roku 2006 wyrównano boczną linię okien, dzięki czemu poprawiła się estetyka pojazdu. Tak zmodernizowana wersja autobusu M121MB3 podobnie jak w przypadku modelu M121I3 otrzymała nazwę handlową Jelcz Mastero.
Produkcję zakończono w 2007 roku po wprowadzeniu nowej normy czystości spalin Euro-4.